# کوه لاویت
کوه لاویت (به لاتین: Mount Lawit) یک کوه در مالزی است که در Kapuas Hulu واقع شده‌است. کوه لاویت ۱٬۷۶۷ متر بالاتر از سطح دریا واقع شده‌است.